# Elyse Knox
Elyse Knox, ursprungligen Elsie Lillian Kornbrath, född 14 december 1917 i Hartford, Connecticut, död 15 februari 2012 i Los Angeles, Kalifornien, var en amerikansk skådespelare, fotomodell och modedesigner. Hon var mor till Mark Harmon.

## Filmografi
| År   | Titel                                       | Roll                     |
| ---- | ------------------------------------------- | ------------------------ |
| 1937 | Wake Up and Live                            | Nurse                    |
| 1940 | Lillian Russell                             | Lillian Russell's Sister |
| 1940 | Youth Will Be Served                        | Pamela                   |
| 1940 | Yesterday's Heroes                          | Undetermined role        |
| 1940 | Girl from Avenue A                          | Angela                   |
| 1940 | Girl in 313                                 | Judith Wilson            |
| 1940 | Star Dust                                   | Girl                     |
| 1940 | Free, Blonde and 21                         | Marjorie                 |
| 1941 | Miss Polly                                  | Barbara Snodgrass        |
| 1941 | All-American Co-Ed                          | Co-ed                    |
| 1941 | Tanks a Million                             | Jeannie                  |
| 1941 | Sheriff of Tombstone                        | Mary Carson              |
| 1941 | Footlight Fever                             | Eileen Drake             |
| 1942 | Arabian Nights                              | Duenna                   |
| 1942 | The Mummy's Tomb                            | Isobel Evans             |
| 1942 | Top Sergeant                                | Helen Gray               |
| 1942 | Hay Foot                                    | Betty Barkley            |
| 1943 | Hi'ya, Sailor                               | Pat Rogers               |
| 1943 | So's Your Uncle                             | Patricia Williams        |
| 1943 | Hit the Ice                                 | Nurse Peggy Osborne      |
| 1943 | Mister Big                                  | Alice Taswell            |
| 1943 | Keep 'Em Slugging                           | Suzanne                  |
| 1943 | Don Winslow of the Coast Guard              | Mercedes Colby           |
| 1944 | Army Wives                                  | Jerry Van Dyke           |
| 1944 | A Wave, a WAC and a Marine                  | Marian                   |
| 1944 | Moonlight and Cactus                        | Louise Ferguson          |
| 1944 | Follow the Boys                             | Herself                  |
| 1946 | Sweetheart of Sigma Chi                     | Betty Allen              |
| 1946 | Gentleman Joe Palooka                       | Anne Howe                |
| 1946 | Joe Palooka, Champ                          | Anne Howe                |
| 1947 | Linda Be Good                               | Linda Prentiss           |
| 1947 | Joe Palooka in the Knockout                 | Anne Howe                |
| 1947 | Black Gold                                  | Ruth Frazer              |
| 1948 | Joe Palooka in Winner Take All              | Anne Howe                |
| 1948 | I Wouldn't Be in Your Shoes                 | Ann Quinn                |
| 1948 | Joe Palooka in Fighting Mad                 | Anne Howe                |
| 1949 | There's a Girl in My Heart                  | Claire Adamson           |
| 1949 | Joe Palooka in the Counterpunch             | Anne Howe                |
| 1949 | Forgotten Women                             | Kate Allison             |
| 1953 | I Was a Burlesque Queen                     | Linda Prentiss           |
| 1999 | Mummy Dearest: A Horror Tradition Unearthed | Isobel Evans             |